# Oporopsamma
Oporopsamma is een geslacht van vlinders uit de familie van de Tortricidae (Bladrollers). Het geslacht werd voor het eerst wetenschappelijk beschreven door Gozmány in 1954.

## Soorten
Het genus bevat de volgende soorten:

- Oporopsamma dunaria (Sumpich, 2011)
- Oporopsamma wertheimsteini (Rebel, 1913)